# International Communion of the Charismatic Episcopal Church
International Communion of the Charismatic Episcopal Church (ICCEC) är ett episkopalt trossamfund, med rötter i de evangelikala kretsar i USA som under 1970- och 80-talen närmade sig de katolska och ortodoxa kyrkorna i lära och liturgi. 
Dessa Evangelicals for Historic Christianity samlades till en nationell konferens i Warrenville, Illinois den 1-3 maj 1977 och antog ett upprop "The Chicago Call".
Två evangelikala pastorer som tagit till sig detta budskap, Randolph Adler och Robert Mueller slog 1984 ihop sina båda församlingar och bildade Stone Mountain Church i Laguna Hills, Kalifornien.
1989 börjar pastor Adler bära prästkrage. Han överger samtidigt sin baptistiska dopsyn och börjar döpa spädbarn.
Året därpå byter hans församling namn till St. Michael's och börjar tillämpa en katolskt inspirerad liturgi i sina gudstjänster.
1992 bildas Charismatic Episcopal Church of North America (CEC) av St. Michael's och tre andra församlingar. Randolph Adler utses till den nya kyrkans ledare och vigs till biskop av Timothy Barker från International Free Catholic Communion.
1994 ansluter sig Christian Life Fellowship International (CLFI) i Filippinerna till CEC. CLFI:s ledare Loren Thomas Hines vigs till biskop för CEC:s nyinrättade sydostasiatiska stift.
1995 prästvigs personer i Uganda och Estland.
1996 hålls den första internationella synoden i Jacksonville, Florida med tusen deltagare. Namnet ICCEC antas.
1997 når ICCEC en uppgörelse med Igreja Catolica Apostolica Brasileira (ICAB). Biskopar från brasilianska ICAB viger om alla biskopar inom ICCEC som i sin tur fick återinviga alla präster och diakoner inom kyrkan. Därigenom uppnåddes en apostolisk succession som erkänns av den Romersk-katolska kyrkan. 
70 anglikanska församlingar i Kenya ansluter sig till ICCEC. Två av prästerna där vigs till biskopar för ett nytt afrikanskt stift. Senare har församlingar även bildats i Uganda, Burundi, Kongo-Kinshasa, Rwanda, Nigeria, Tanzania och Sydsudan.
Församlingar startas även i Kanada och Europa (Österrike, Schweiz, Tyskland, Storbritannien, Estland och Lettland).
1999 utses en biskop för de församlingar i Pakistan som ansluter sig till ICCEC.
2000 hålls den andra internationella synoden i San Clemente. Samtliga ICCEC:s 29 biskopar samlas då för första gången.
2002 ansluter sig den största anglikanska församlingen i Latinamerika under ledning av Paulo Garcia till ICCEC. Fem andra församlingar tillhörande ICAB följer deras exempel. Detta sker utan samråd med ICAB, varför nattvardsgemenskapen mellan de båda kyrkorna upphör.
2004 hålls den tredje internationella synoden i Manila.
2006 genomgick ICCEC i USA en stor kris då omkring en tredjedel av kyrkans församlingar och prästerskap lämnade kyrkan, i protest mot påstådda missförhållanden i den nationella kyrkoledningen. Dessa församlingar har istället sökt sig till Romersk-katolska kyrkan, Anglikanska kyrkogemenskapen eller Grekisk-ortodoxa kyrkan i Antiokia.
Vid den fjärde internationella synoden 2008 tillträdde Craig W. Bates som kyrkans andra patriark sedan Randolph Adler avgått.
2012 hölls den femte internationella synoden i Madrid.